# 戈尔姆巴赫
戈尔姆巴赫是德国下萨克森州的一个市镇。总面积15.86平方公里，总人口979人，其中男性485人，女性494人（2011年12月31日），人口密度62人/平方公里。